# Jekaterina Alexandrowna Worona

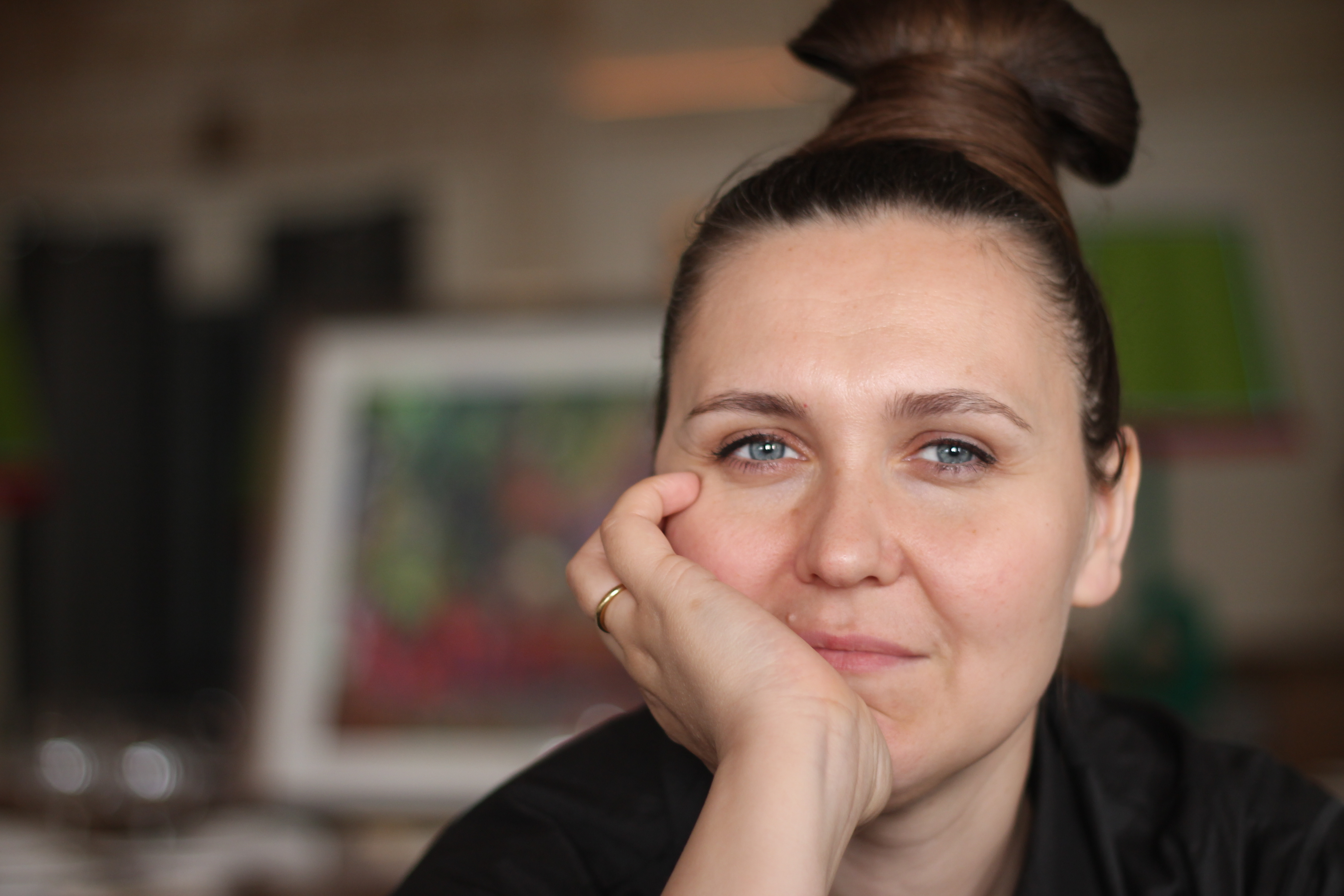
Jekaterina Alexandrowna Worona

Jekaterina Alexandrowna Worona (russisch Екатерина Александровна Ворона; * 21. Dezember 1975 in Frjasino) ist eine russische Malerin und Bildhauerin.

## Leben
Jekaterina Worona wurde 1992 Schülerin von Andronik Petrowitsch Jakubjan, Bewahrer der traditionellen altitalienischen Malereischule. 1993 begann sie das Studium an der Pädagogischen Staatlichen Universität Moskau in der Fakultät für Kunst und Grafik. Das Thema ihrer Diplomarbeit war eine Winterlandschaft. Im Hinblick auf die zarten Farben wählte sie dafür die Pastelltechnik, die die Freilichtmalerei ausschloss. Ihre Diplomarbeit verteidigte sie mit Erfolg am Lehrstuhl für Grafik bei Waleri Konstantinowitsch Lebjodko.
2000 wurde Worona Mitglied des International Arts Fund (MChF) in Moskau und 2009 Mitglied der Moskauer Union der Künstler (MSCh). Mit Unterstützung des MChF und der MSCh finden Einzelausstellungen in führenden russischen Galerien, Ausstellungshallen föderaler Organisationen und Geschäftszentren statt. Worona wendet verschiedene Techniken der Pastell- und Ölmalerei an, benutzt Acrylfarben und fertigt Bronze-Skulpturen an. Sie ist Ehrenmitglied der Russischen Kunstakademie.
Werke Woronas befinden sich in den Sammlungen der Vatikanischen Museen, im Russischen Museum, im Russischen Kulturfonds in Moskau, im Museum für Moderne Kunst in Chanty-Mansijsk, im Staatlichen Kunstmuseum Kostroma, im Lermontow-Kunstmuseum in Saretschny, im Staatlichen Historischen Museum in Moskau, in der chinesischen Botschaft in Moskau, im Kensington Palace und auch in vielen nichtöffentlichen Sammlungen in Russland und anderen Ländern Europas und Asiens.

## Ehrungen, Preise
- Medaille der Russischen Kunstakademie